# Ophisops elegans
Espèce
Synonymes
- Amystes ehrenbergi Wiegmann, 1835
- Ophisops macrodactylus Berthold, 1840
- Gymnops meizolepis Stoliczka, 1872
- Ophiops elegans var. persicus Boulenger, 1918
- Ophisops blanfordi Schmidt, 1939

Ophisops elegans est une espèce de sauriens de la famille des Lacertidae.

## Répartition
Cette espèce se rencontre en Algérie, en Libye, en Égypte, en Israël, en Jordanie, au Liban, en Syrie, en Turquie, à Chypre, en Grèce, en Bulgarie, en Géorgie, en Arménie, en Azerbaïdjan, en Irak, en Iran, au Pakistan et dans le nord-ouest de l'Inde.

## Description

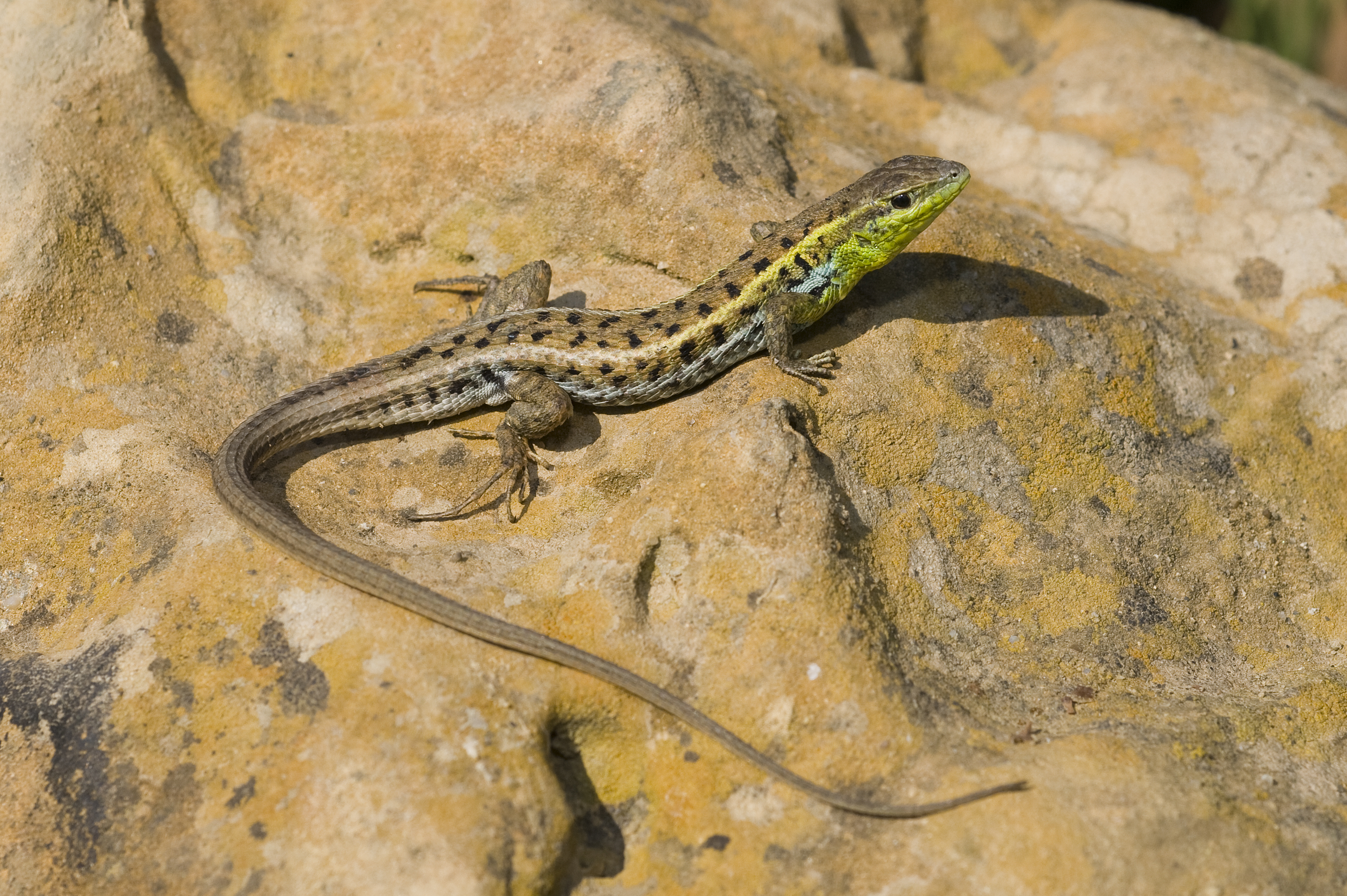
Ophisops elegans

Ce lézard atteint environ 10 centimètres, la queue étant plus longue que le corps (2/3 de la longueur totale). Il est vert-brun avec des points sombres, et blanc-crème sur la face ventrale.

## Liste des sous-espèces
Selon The Reptile Database (31 janvier 2013) :
- Ophisops elegans basoglui Baran & Budak, 1978
- Ophisops elegans blanfordi Schmidt, 1939
- Ophisops elegans centralanatoliae Bodenheimer, 1944
- Ophisops elegans ehrenbergii (Wiegmann, 1835)
- Ophisops elegans elegans Ménétriés, 1832
- Ophisops elegans macrodactylus Berthold, 1840
- Ophisops elegans persicus Boulenger, 1918
- Ophisops elegans schlueteri Boettger, 1880

## Publications originales
- Baran & Budak 1978 : A new form of Ophisops elegans (Lacertidae, Reptilia), from Anatolia. Journal of the Faculty of Science Ege University, Series B, vol. 2, no 2, p. 185-192.
- Berthold, 1842 "1840" : Ueber verschiedene neue oder seltene Amphibienarten. Abhandlungen der Koniglichen Gesellschaft der Wissenschaften, Gottingen, vol. 1, p. 47-72 (texte intégral).
- Bodenheimer 1944 : Introduction into the knowledge of the Amphibia and Reptilia of Turkey / Türkiyenin Amfibi ve Sürüngenleri Bilgisine Giris. Istanbul Üniversitesi Fen Fakültesi Mecmuasi, Seri B, Tabü Ilimler, vol. 9, vol. 1-78.
- Boettger, 1880 : Die Reptilien und Amphibien von Syrien, Palaestina und Cypern. Bericht über Senckenbergische Naturforschende Gesellschaft, vol. 1880, p. 132-219 (texte intégral).
- Boulenger 1918 : On the varieties of the lizard Ophisops elegans Ménétries. Annals and Magazine of Natural History, ser. 9, vol. 2, p. 158-161 (texte intégral).
- Ménétries, 1832 : Catalogue raisonné des objets de zoologie recueillis dans un voyage au Caucase et jusqu’aux frontières actuelles de la Perse. p. 1-330 (texte intégral).
- Schmidt, 1939 : Reptiles and amphibians from Southwestern Asia. Zoological Series of Field Museum of Natural History, vol. 24, p. 49-92 (texte intégral).
- Wiegmann 1835 : Ueber Amystes, eine neue Gattung der Lacerten, ohne Augenlieder. Archiv für Naturgeschichte, vol. 1, no 2 p. 1-5 (texte intégral).